# Distaplia smithi
Distaplia smithi är en sjöpungsart som beskrevs av Abbott och Trason 1968. Distaplia smithi ingår i släktet Distaplia och familjen Holozoidae. Inga underarter finns listade i Catalogue of Life.